# Orée-d'Anjou
Orée-d'Anjou é uma comuna francesa na região administrativa da Pays de la Loire, no departamento de Maine-et-Loire. Estende-se por uma área de 156,34 km². Em 2010 a comuna tinha 16 632 habitantes (densidade: 106,4 hab./km²).
Foi estabelecida em 15 de dezembro de 2015 e consiste das antigas comunas de Bouzillé, Champtoceaux, Drain, Landemont, Liré, Saint-Christophe-la-Couperie, Saint-Laurent-des-Autels, Saint-Sauveur-de-Landemont e La Varenne.